# Nguyễn Thi
Nguyễn Hoàng Ca (15 tháng 5 năm 1928 – 9 tháng 5 năm 1968), thường được biết đến với bút danh Nguyễn Thi, là một nhà văn người Việt Nam nổi tiếng trong thời kì Chiến tranh Đông Dương và Chiến tranh Việt Nam. Ông đã được Nhà nước truy tặng Giải thưởng Hồ Chí Minh về Văn học – Nghệ thuật vào năm 2000.

## Tiểu sử
Nguyễn Thi tên khai sinh là Nguyễn Hoàng Ca (bút danh khác là Nguyễn Ngọc Tấn), quê ở xã Quần Phương Thượng (nay là xã Hải Anh), huyện Hải Hậu, tỉnh Nam Định. Sớm mồ côi cha từ năm mười tuổi, mẹ đi bước nữa, Nguyễn Thi phải chịu vất vả, tủi cực từ nhỏ. Năm 1943, một người anh đưa Nguyễn Thi vào Sài Gòn. Năm 1945, Nguyễn Thi tham gia cách mạng và sau đó gia nhập lực lượng vũ trang Việt Minh. Nguyễn Thi vừa cầm súng chiến đấu, vừa hăng hái tham gia hoạt động văn nghệ (vẽ tranh, soạn bài hát, sáng tác điệu múa,...).
Năm 1954, ông tập kết ra Bắc, công tác ở Tạp chí Văn nghệ Quân Đội. Thời gian này ông viết truyện ngắn với bút danh Nguyễn Ngọc Tấn. Năm 1962, ông tình nguyện trở về miền Nam tham chiến. Nguyễn Thi hy sinh ở mặt trận Sài Gòn, trong cuộc Tổng tấn công Tết Mậu Thân năm 1968.
Năm 2000, ông được truy tặng Giải thưởng Hồ Chí Minh về Văn học - Nghệ thuật.

## Tác phẩm
Sáng tác của Nguyễn Thi thuộc nhiều thể loại như thơ, bút ký, truyện ngắn, tiểu thuyết,... Các tác phẩm chính được sưu tầm trong cuốn Truyện và ký xuất bản năm 1978. Trong đó có những truyện nổi tiếng như Đôi bạn, Người mẹ cầm súng, Mẹ vắng nhà, Những đứa con trong gia đình,... ngoài ra ông còn có tập thơ Hương đồng nội viết năm 1950.
Đã xuất bản:
- Hương đồng nội (tập thơ, 1950), 20 bài
- Trăng sáng (tập truyện ngắn, 1960), 7 truyện
- Đôi bạn (tập truyện ngắn, 1962), 7 truyện
- Người mẹ cầm súng (tiểu thuyết, 1965)
- Truyện và ký Nguyễn Thi (1978)

## Đánh giá
Cuộc đời nhiều bất hạnh, hoàn cảnh riêng đầy éo le đã tạo nên ở Nguyễn Thi một tâm hồn giàu suy tư, hiểu đời, hiểu người sâu sắc. Ông đặc biệt gắn bó với nhân dân miền Nam bằng một tình cảm thủy chung giàu ân nghĩa mà ông muốn trút cả vào những trang viết của mình. Có thể nói Nguyễn Thi là một nhà văn của người nông dân Nam Bộ, những con người hồn nhiên, yêu đời, bộc trực, căm thù ngùn ngụt đối với quân cướp nước. Ông là cây bút có biệt tài phân tích tâm lý con người, có khả năng nhập sâu vào nội tâm nhân vật của mình, tạo nên những trang viết vừa giàu chất trữ tình vừa đầy chất sống hiện thực, với những hình tượng, những tính cách gân guốc, có cá tính mãnh liệt.

## Giải thưởng
Năm 2000, ông được Nhà nước truy tặng Giải thưởng Hồ Chí Minh về Văn học - Nghệ thuật.
Ngày 12/12/2011, nhà văn Nguyễn Thi được Nhà nước truy tặng danh hiệu Anh hùng lực lượng vũ trang nhân dân cùng với nhạc sĩ Hoàng Việt, nhà thơ Lê Anh Xuân.